# Kacha Kaladse
Kachaber (Kacha) Kaladse (georgisch კახაბერ (კახა) კალაძე; englisch Kakhaber (Kakha) Kaladze; * 27. Februar 1978 in Samtredia, Georgische SSR, Sowjetunion) ist ein ehemaliger georgischer Fußballspieler. Im Kabinett des georgischen Ministerpräsidenten Bidsina Iwanischwili wurde Kaladse ab Oktober 2012 Vize-Premier und Minister für Energie und natürliche Ressourcen. Seit November 2017 ist er Bürgermeister der Hauptstadt Tiflis.

## Verein

### Dinamo Tiflis
Kaladse gab sein Pflichtspieldebüt im Alter von 16 Jahren in der Saison 1993/94. Er avancierte schnell zum Stammspieler und war in den nächsten vier Spielzeiten der große Rückhalt der Mannschaft von Dinamo Tiflis. Dank seines außergewöhnlichen Talents wurden bald größere Clubs auf Kaladse aufmerksam.

### Dynamo Kiew
Im Januar 1998 wechselte er für eine Transfersumme von umgerechnet 280.000 Euro zu Dynamo Kiew in die Ukraine. Mit Kiew zog er unter anderem 1999 ins Halbfinale der Champions League ein und absolvierte insgesamt 71 Pflichtspiele für den ukrainischen Rekordmeister.

### AC Mailand
2001 wurde Kaladse zum teuersten Spieler der georgischen Fußballgeschichte, als er für 16 Millionen Euro zum AC Mailand wechselte. Hier spielt er zumeist als zentraler oder linker Verteidiger. 2003 gewann er mit dem italienischen Club sowohl die Coppa Italia als auch die UEFA Champions League, im Jahr darauf den italienischen Meistertitel (Scudetto). In der Saison 2006/07 wurde Kaladse mit dem AC Mailand erneut Champions-League-Sieger, als der FC Liverpool im Finale mit 2:1 besiegt wurde. In der Saison 2007/08 war er Stammspieler bei Milan und bestritt 32 Ligaspiele. In der darauffolgenden Saison kam er anfangs nur unregelmäßig zum Einsatz, im späteren Verlauf aufgrund einer fünf Monate währenden Verletzung gar nicht mehr.

### CFC Genua
Kaladse wechselte im August 2010 nach nur sechs Ligaeinsätzen in der vorherigen Saison für den AC Mailand zum CFC Genua. Zum Ende der Saison 2011/12 beendete Kaladse seine aktive Zeit.

## Nationalmannschaft
Kaladse war Kapitän der georgischen Nationalmannschaft. Er debütierte am 27. März 1996 gegen die Nationalmannschaft Zyperns und nahm seitdem mit Georgien an allen WM- und EM-Qualifikationsrunden teil, konnte sich aber nie qualifizieren. Er absolvierte 83 Länderspiele. Im Dezember 2011 trat er als Nationalspieler zurück.
Am 5. September 2009 schoss Kaladse in einem WM-Qualifikationsspiel zwei Eigentore und verursachte damit eine 0:2-Niederlage gegen Italien.

## Erfolge als Spieler

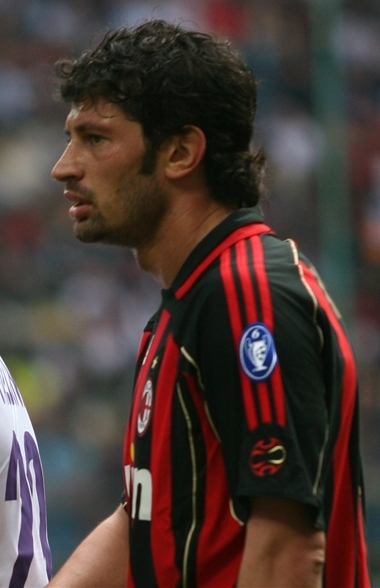
Kaladse im Trikot des AC Mailand, 2007

- Georgischer Meister: 1994, 1995, 1996, 1997
- Georgischer Pokalsieger: 1994, 1995, 1996, 1997
- Ukrainischer Meister: 1998, 1999, 2000
- Ukrainischer Pokalsieger: 1998, 1999, 2000
- GUS-Pokal: 1998
- UEFA Champions League: 2002/03, 2006/07
- Italienischer Pokal: 2002/03
- UEFA Super Cup: 2003, 2007
- Italienischer Meister: 2003/04
- Italienischer Supercup: 2004
- FIFA-Klub-Weltmeisterschaft: 2007

Persönliche Auszeichnungen
- Georgischer Fußballer des Jahres: 2001, 2002, 2003, 2006, 2008

## Politik
Kaladse beteiligte sich 2012 an der Gründung des Parteienbündnisses Georgischer Traum. Der georgische Premierminister Bidsina Iwanischwili nominierte ihn als Vize-Premier und Minister für Infrastruktur und regionale Entwicklung. Bei der endgültigen Kabinettsbildung wurde Kaladse Vizepremier und Minister für Energie und Naturressourcen.
Im Herbst 2017 gewann Kaladse die Bürgermeisterwahlen in Tiflis. Bei den Wahlen 2021 wurde er im Amt bestätigt.

## Sonstiges
2001 wurde Kachas Bruder Lewan entführt und ein Lösegeld von 600.000 Euro gefordert. Das von den Entführern geforderte Lösegeld sei Medienberichten zufolge von der Familie bezahlt worden, daraufhin galt er als vermisst. Am 6. Mai 2005 entdeckte die georgische Polizei acht Leichen in der Region Swanetien. Im Februar 2006 konnte eine davon als Lewan Kaladse identifiziert werden.
Ein Gericht in Tiflis verurteilte den Haupttäter Dawit Assatiani im März 2007 zu 25 Jahren Gefängnis. Er war nach der Tat in den Westen geflohen, konnte aber in der Schweiz gefasst werden und wurde im November 2006 an Georgien ausgeliefert. Ein zweiter Angeklagter kam mit fünf Jahren Gefängnis davon, unter anderem weil er mit einem umfangreichen Geständnis seine Komplizen schwer belastet hatte. Zwei weitere Entführer verbüßen Haftstrafen in Frankreich und Russland.